# Девід Ворк Гріффіт
Де́від Лью́елін Ворк Грі́ффіт  (англ. David Llewelyn Wark Griffith; 22 січня 1875, Крествуд, штат Кентуккі — 23 липня 1948) — американський кінорежисер, якого вважають однією з найважливіших постатей в історії кінематографу. Де́від Ворк Ґрі́ффіт був першопрохідцем повнометражного кіно й багатьох ключових кінематографічних технік, як-от великий план.
Його фільм "Народження нації" (1915) побив рекорди касових зборів та породив велику кількість суперечок через негативне висвітлення представників негроїдної раси і прославлення Ку-клукс-клану. Фільм "Нетерпимість" (1916) був своєрідною  відповіддю на цю критику. Кілька подальших кінофільмів Гріффіта також мали чималий успіх, як-от "Водоспад життя" (1920) чи "Сироти бурі" (1921); але фільми, на які режисер отримував значні кошти на кіновиробництво і просування, часто зазнавали фінансового провалу. Гріффіт зняв близько п'ятисот кінокартин до виходу його останнього повнометражного кінофільму — "Боротьба" (1931).
1919 року він разом з Чарлі Чапліном, Мері Пікфорд і Дугласом Фербенксом заснував компанію United Artists, що дало змогу їм обстоювати свої інтереси, а не залежати повністю від комерційних студій. Гріффіт був одним із засновників Академії кінематографічних мистецтв і наук.

## Біографія

### Ранні роки
Девід Ворк Гріффіт народився в Крествуді, що біля Ла-Ґранжа (округ Олдем, штат Кентуккі) 22 січня 1875 року. Сім'я Гріффітів була валлійського походження, спочатку жила заможно, але батько Девіда під час громадянської війни став на бік Півдня і був полковником армії конфедератів. Після поразки Півдня сім'я Гріффітів розорилася. Родині довелося жити на платню старшої дочки Метті, вчительки за професією. Девіду Гріффіту було лише сім років, коли помер його батько, залишивши багатодітній родині борги. Подорослішавши, Гріффіт працював і на фермі, і в крамницях. Начитаний юнак, шанувальник Діккенса, він пробує себе в письменництві, надсилає статті у газети і журнали. 

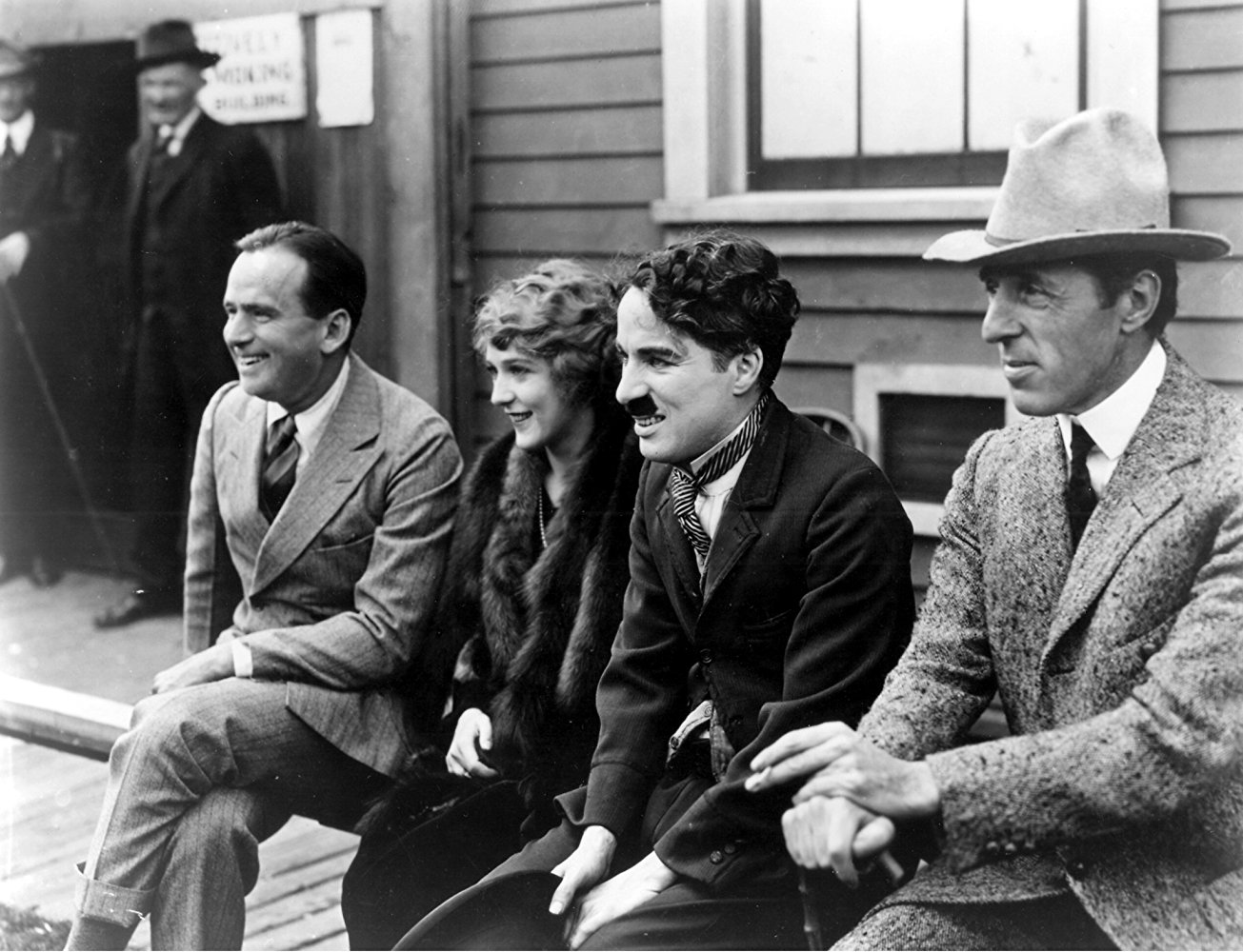
Засновники компанії United Artists: Дуглас Фербенкс, Мері Пікфорд, Чарлі Чаплін, Девід Ворк Гріффіт

До кіно Гріффіт перепробував багато професій:  був редактором маленької газетки у своєму місті, потім в «Луїсвілльському кур'єрі», чорноробом, металургом, службовцем, бібліотекарем, ліфтером, «хлопчиком» при майданчику для гри в гольф, пожежником. У 20 років він став дрібним актором у трупах, які  гастролюють країною. Наприкінці 1899 року Девід вирішив завоювати Нью-Йорк. Продавши велосипед брата за дев'ятнадцять доларів, він вантажним поїздом вирушив на схід. Коли гроші скінчилися, юнакові довелося діставатися пішки а  потім їхати «зайцем». У Нью-Йорку Гріффіт оселився у злиденному кварталі Бауер. Він прибирав хміль на полях, працював на металургійному заводі, влаштовувався матросом на баржу, а то і просто жебракував.
1904 року доля звела Гріффіта з актрисою Ліндою Арвідсон. Вони одружилися і в червні 1906 приїхали в Нью-Йорк. Гріффіт підробляв письменництвом, але це заняття приносило невеликі гроші.
Девід мріяв стати письменником і тому весь вільний час присвячував написанню поем, оповідань та п'єс. Деякі з його новел і віршів були опубліковані у популярних журналах. Його п'єсу «Дурень і дівчина» показували протягом двох тижнів у Вашингтоні та Філадельфії в жовтні 1907 року.

### Дебют в кіно
Навесні 1907 року Девіду Гріффіту порадили звернутися до кіностудій. Гріффіт і його дружина отримали запрошення не тільки від «Biograph Company», а й від «Edison Studios». Так для компанії «Edison Studios» Гріффіт разом з Едвіном С. Портером зняв фільм «Врятований з орлиного гнізда», де сам зіграв роль запеклого горця, який  у дитинстві вирвався з пазурів хижака.
Восени того ж 1907 року Гріффіт зіграв головну роль у фільмі-гонитві «Снігове чудовисько».
У цей час Гріффіт почав писати сценарії. Однією з його перших робіт був сценарій до драми Віктор'єна Сарду «Туга». Він запропонував його Портеру, але, отримавши відмову, передав компанії Едісона.
«Байограф» ставить фільм за сценарієм Гріффіта «Старий лихвар Ісаак».
На початку червня 1908 на Саунд Біч у Нью-Джерсі Гріффіт почав знімати свій перший фільм «Пригоди Доллі».
17 серпня 1908 «Байограф» запропонувала  Гріффіту  вакансію головного режисера з окладом в 50 доларів на тиждень. Він підписав річний контракт, за яким, за звичаєм того часу, одержував відсотки від продажу   фільмів. Після підписання контракту Девід почав випускати по два фільми на тиждень за участю Флоренс Лоуренс.

### Розквіт

Кадр із фільму Народження нації

Кадр із фільму Нетерпимість

### Відкриття монтажу
Д. Гріффіта називають батьком монтажу, адже він ставився до цього творчо: використовував великі, далекі, середні плани, різкі напливи. До нього монтаж в кінематографі був примітивним: монтажери просто обрізали і склеювали шматки плівки.
Будучи новатором й експериментатором, Девід творчо підійшов до нової для себе справі. Критик Джеймс Ейджі писав: «Спостерігати за його роботою - це все одно, що бути свідком початку мелодії, або першого свідомого застосування важеля чи колеса». Кожним новим прийомом — чи то зміна форми екрану, поглиблення переднього, заднього і середнього планів або навмисні розриви сюжету — Гріффіт надавав фільмам драматичне напруження, складність роману і красу живопису. Надзвичайно цікаві розповіді оператора Біллі Бітцера про те, як створювали «вуалі» і «затемнення», пропалюючи сигаретою діри в шматку серпанку, про те, як, випадково знявши «напівтемний» кадр, він, Бітцер, жахнувся, а Гріффіт захопився.
Деякі прийоми, часом приписувані Гріффіту, наприклад, великий план або зникнення зображення, вже використовувались і раніше. Але саме Гріффіт довів ці прийоми до досконалості, звів усі попередні воєдино і показав захопливий дух можливостей кіноматографа.
Перш ніж Гріффіт звів всі технічні прийоми в систему, пройшло п'ять років, які можна характеризувати як роки пошуків, знахідок, втрат, просування навпомацки. За п'ять років в «Байограф» Девід Ворк Гріффіт зробив чотириста з гаком невеликих фільмів. Глядацький успіх його картин багато в чому визначала напружена фабула і, звичайно ж, щасливий кінець («Самотня вілла», «Дівчина і довірені їй гроші» і ін.).
Гріффіт не обмежився гостросюжетними фільмами. Він з самого початку став вводити в репертуар «Байограф» екранізації класичних літературних творів («Приборкання норовливої» Шекспіра, «Воскресіння» Толстого). Гріффіт постійно розширював репертуар, використовував нові теми, одночасно вдосконалюючи природну манеру акторської гри. Він наполегливо рекомендував акторам уважно спостерігати за життям, але не механічно копіювати побачене, а переживати, включати уяву.
Гріффіт виховав цілу плеяду майстрів кіноекрану, серед яких Мері Пікфорд, Ліліан і Дороті Ґіш, Мей Марш, Річард Бартелмесс, Роберт Харрон та багато інших.

### Творчий період
1914 року сценарист Френк Вудс запропонував режисерові екранізувати роман американського полімата Томаса Діксона «Людина клану», про війну Півночі і Півдня. Будучи представником півдня, Гріффіт захопився цією ідеєю. Він поставив перед собою завдання відтворити справжню історію Громадянської війни, розповісти правду про цей нелегкий період американської історії. Прагнення кіномитця до достовірності було настільки велике, що він запросив для консультацій ветеранів Громадянської війни. Вони допомогли відшукати натуру, схожу на справжні поля битв. З їх допомогою Гріффіт намагався відтворити реальну обстановку битв. Кінокартину зняли за дев'ять тижнів, однак на монтаж, редактуру і музику Гріффіт витратив більше трьох місяців.
8 лютого 1915 року в Лос-Анджелесі відбулася прем'єра першого повнометражного фільму Гріффіта  «Народження нації». Показ тривав майже три години. Уже перші сцени, особливо атака з прапором у руках, викликали оплески глядачів. У другій частині фільму вони повністю були захоплені дійством. Сцени з Мей Марш викликали ридання  у залі, а смерть — загальний стогін жаху. Фінальна сцена стрибка, знята із спеціально викопаної траншеї, коли коні летять прямо на апарат, супроводжувалася невпинними аплодисментами. Оркестр виконував «Політ валькірій» Вагнера, щоб підсилити емоції у глядацькій залі. По завершенню показу вирувала овація. Глядачі, вставши з місць, захоплено аплодували. Фільм приніс 50 мільйонів доларів, в той час як на його виробництво і рекламу було витрачено всього 110 тисяч.
Попри комерційний успіх, «Народження нації» викликало неоднозначну реакцію в суспільстві. Режисерське трактування подій Громадянської війни багатьох не влаштовувало — так само, як і виправдання расизму.  Фільм прославляє Ку-клукс-клан, який був на той час під забороною, і розповідає про боротьбу білих громадян проти «чорного терору» в перші роки після закінчення громадянської війни в США).
Тим часом Девід Гріффіт задумує ще грандіозніший проєкт. 1916 року він ставить «Нетерпимість». Фільм складається з чотирьох сюжетів: перший — боротьба вавилонського царя Валтасара з жерцями, другий — розп'яття Ісуса Христа, третій — знищення католиками гугенотів у Варфоломіївську ніч. Останній епізод вже з цього часу розповідає, як бездушний закон ледь не стратив невинну людину. Наскрізна ідея фільму полягала в тому, що фарисеї всіх часів і народів хоч і оголошують себе захисниками істинної віри, але насправді цю віру зневажають і розпинають. Сюжети були пов'язані між собою образом Богоматері, яка гойдає колиску. Звучали рядки Волта Вітмена: «Нескінченно гойдається колиска, що з'єднує сьогодення і майбутнє». Фільм завершувався планом Голгофи і алегорією Хреста, що розганяє земну темряву.
Проте в прокаті фільм «Нетерпимість» зазнав провалу. Збитки дорівнювали 2 млн. доларів. Можливо, в 1916 році глядач не був готовий до сприйняття відкриттів інтелектуального кінематографа. Серед причин невдачі називалася і несприятлива політична ситуація.
Напередодні вступу США в Першу світову війну Гріффіт поїхав до Лондона на прем'єру «Нетерпимості». Фільм був захоплено прийнятий критикою і публікою. Прем'єр-міністр Девід Ллойд Джордж сказав, що в руках Гріффіта найбільша влада — вміння впливати на уми людей, і запропонував режисерові зняти пропагандистську стрічку. В результаті фільм «Серця світу», присвячений  боротьбі союзних армій в світовій війні. Тріумфальна прем'єра стрічки відбулася  4 квітня 1918 року в Нью-Йорку.
У грудні 1918 року Мері Пікфорд і Дуглас Фербенкс звернули увагу Девіда на одну з розповідей Томаса Берка — «Китаєць і дівчинка». У картині, що отримала назву «Зламані пагони», основні персонажі — троє мешканців портової околиці Лондона. Невдаха боксер, його юна дочка і китаєць, який є власником крамниці. Для боксера, пропащого негідника, дочка — об'єкт постійних знущань. «Чому ти ніколи не посміхаєшся?!» — кричить він, і дівчинка (Ліліан Ґіш), щоб догодити йому, підіймає двома пальчиками куточки рота, розтягуючи їх у посмішці. Ця посмішка стала однією з найбільших знахідок в історії світового мистецтва — жодна серйозна книга про кінематограф не обходиться без згадки про неї. Через кілька місяців Мері Пікфорд і Дуглас Фербенкс  створили разом з Гріффітом і Чапліном кінокомпанію «United Artists.
1921 року Гріффіт знімає картину «Дві сирітки» за мелодрамою Д'Еннері і Кормона. Тут, в «Сирітках», Гріффіту в останній раз вдалося передати епічний подих часу.
Але згодом Гріффіт потрапляє у смугу невдач. Останні фільми викликають і повагу, і розчарування. Гріффіт починає нервувати і позбавлятися від акторів. Після гігантського успіху Мей Марш в «Нетерпимості» він зняв її тільки у фільмі Біла троянда (1923). Бартелмесса він позбувається після чудової роботи в «Зламаних пагонах» і «По дорозі на Схід». Нарешті відправляє у відставку і Ліліан Ґіш.
Гріффіт зняв Демпстер у фільмі «Одна тривожна ніч» (1922), а разом з Мей Марш — в «Білій троянді» (1923). Оглядачі відзначили лише Мей Марш і молодого театрального актора Айвора Новелло. І як результат, ні Новелло, ні Марш більше у Гріффіта не знімалися.
У 1923 році режисер працює над  великим патріотичним фільмом з гучною назвою «Америка». Фільм присвячений історії звільнення американських колоній від англійського панування. Фабула була запозичена у модного письменника Роберта Чемберса.
У 1929 зняв почасти озвучений фільм "Леді тротуарів" і лише два звукові фільми: "Авраам Лінкольн" (1930) і "Боротьба" (1931). Жоден з них не мав успіху, і після "Боротьби" Гріффіт завершив свою режисерську кар'єру.

### Останні роки
У 1936 році режисер Вуді Ван Дайк, який був у Гріффіта учнем під час роботи над "Нетерпимістю", попросив Гріффіта допомогти йому зняти знамениту сцену землетрусу для Сан-Франциско, однак режисер не був згаданий у титрах фільму. Сам фільм з Кларком Ґейблом, Джанетт Макдональд і Спенсером Трейсі в головних ролях став найкасовішим фільмом року.
У 1939 році продюсер Гел Роуч найняв Гріффіта продюсувати фільми "Про людей та мишей" (1939) та "Мільйон років до нашої ери" (1940). Він писав Гріффіту: "Мені потрібна допомога з продюсерської точки зору, щоб підібрати правильних сценаристів, акторів тощо, і загалом допомогти мені керувати роботою над цими картинами".
Гріффіт врешті-решт не погодився з Роучем щодо виробництва і залишив роботу на фільмом. Пізніше Роуч наполягав на тому, що деякі сцени в фільмі були зрежисовані саме ним. Цей фільм став його останньою роботою в кіно. Проте, за спогадами акторів, Гріффіт був задіяний лише на кінопробах та примірці костюмів. Коли наприкінці 1939 року Роуч рекламував фільм, вказавши Гріффіта як продюсера, той попросив прибрати його ім'я з реклами.
Гріффіт протягом десятиліть викликав трепет у багатьох представників кіноіндустрії. У 1936 році Академія кінематографічних мистецтв і наук вручила йому почесний "Оскар". 1946 року він здійснив спонтанний візит на знімальний майданчик епічного вестерна Девіда Сельцника "Поєдинок під сонцем", де знімалися деякі з його колишніх акторів - Ліліан Ґіш, Лайонел Беррімор і Гаррі Кері. Ґіш і Беррімор відчували, що присутність їхнього наставника відволікає, і їм ставало ніяково; у відповідь Гріффіт ховався за декораціями, коли вони знімали свої сцени.
Вранці 23 липня 1948 року Гріффіт був знайдений непритомним у вестибюлі готелю Knickerbocker в Лос-Анджелесі, де він жив один. Він помер від крововиливу в мозок дорогою до лікарні. На його честь була проведена публічна панахида в Голлівудському Масонському храмі. Похований на цвинтарі методистської церкви Маунт-Табор у Сентерфілді, штат Кентуккі. 1950 року Гільдія режисерів Америки встановила на його могилі пам'ятник з каменю та бронзи.

## Визнання та нагороди
- 1936 — Почесний «Оскар» за внесок у розвиток кіномистецтва;
- 1938 — Приз DGA Honorary Life Member Award [Архівовано 26 листопада 2009 у Wayback Machine.] ;
- У 1975 році в США вийшла поштова марка із зображенням Гріффіта;
- На честь Гріффіта була названа середня школа імені в Лос-Анджелесі. Через закиди з приводу расистського характеру «Народження нації» були зроблені спроби перейменувати школу, яка на 99 % складається з меншин;
- У 2008 році в Музеї спадщини Голлівуду відбувся показ  найраніших фільмів Гріффіта в ознаменування сторіччя початку його кар'єри в кіно;
- 22 січня 2009 року Історичний центр Олдем в Ла-Гранже (шт. Кентуккі) відкрив 15-місцевий театр на честь Гріффіта. У театрі є бібліотека його фільмів.

## Культурний вплив

### Термінологія Гріффіта
У практиці американського кіно введені Гріффітом прийоми монтажу отримали спеціальну назву: паралельний монтаж (англ. cross-cut), перехресний монтаж (англ. cut back або англ. flash back), короткий монтаж (англ. switch back).
За Гріффітом: паралельна дія — це дія, яка проходить в декількох планах одночасно.